# Línea GHQ

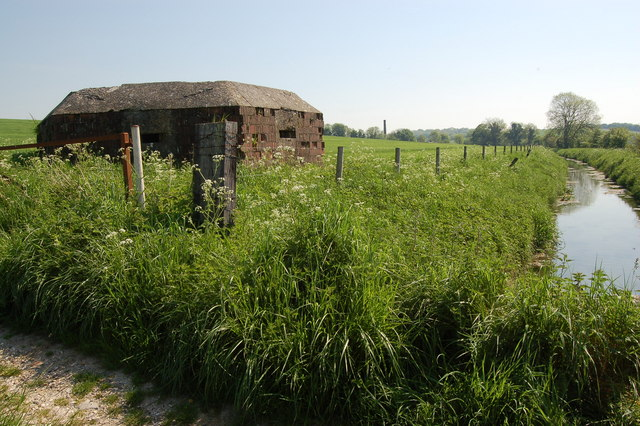
Un casamata tipo FW3 / 22 en Wiltshire, cerca del canal Kennet y Avon.

La Línea GHQ (General Headquarters Line) Línea General de Acuertelamentos, fue una línea de defensa construida en el Reino Unido durante la Segunda Guerra Mundial para contener una esperada invasión alemana.
El ejército británico había abandonado la mayor parte de su equipo en Francia después de la evacuación de Dunkerque. Por ello se decidió construir un sistema estático de líneas defensivas en torno a Inglaterra, todos diseñados para compartimentar el país y retrasar a los alemanes el tiempo suficiente para que las fuerzas móviles pudieran contraatacar. Más de 50 líneas de defensa se construyeron alrededor de Inglaterra, siendo la GHQ, la línea más larga y más importante, diseñada para proteger Londres y el corazón industrial de Inglaterra.
La Línea GHQ iba desde el extremo norte de Taunton Stop Line, cerca de Highbridge, en Somerset, a lo largo del río Brue y el Canal de Kennet hasta Reading, alrededor del sur de Londres, al sur de Guildford y Aldershot, a Canvey Island y Great Chesterford en Essex , antes de dirigirse hacia el norte para terminar en Yorkshire.
En la sección de la línea en Essex, entre la Great Chesterford y Canvey Island, las defensas se componían de alrededor de 400 tipos de casamatas FW3 de hormigón, que eran parte de las defensas bunkerización británicas de la Segunda Guerra Mundial. Más de 100 fortines todavía existen en esta sección en 2009, con alrededor de 40 FW3 muy visibles del tipo 22, 24, 26, 27 y 28 cajas de la autopista de peaje entre Rettendon y Howe Green, junto a la recién construida A130. Muchos más FW3s hay todavía en el norte de Chelmsford lo largo del Valle Chelmer y hacia Great Dunmow.